# Ghatam
Een ghatam (Sanskriet: ghaṭa, Kannada: ಘಟ ghaṭa, Tamil: கடம் ghatam, Telugu: ఘటం ghataṃ, Malayalam: ഘടം ghataṃ), gharha (Punjabi), madga of pani mataga ("waterkan", Rajasthani) is een aardewerken, idiofoon slaginstrument dat in heel India en Pakistan wordt gespeeld, maar vooral in Zuid-India. Er bestaan veel lokale varianten van het instrument. De ghatam is ideaal voor het spelen van ritmische patronen in een zeer snel tempo.
De ghatam is een van de oudste percussie-instrumenten van India; het gebruik van gelijkaardige instrumenten gaat zeker terug tot de 8e eeuw. Het is een aarden pot met een smalle mond. Vanaf de mond loopt hij schuin naar buiten en vormt een rand. De ghatam is voornamelijk gemaakt van klei, gebakken met messing- of kopervijlsel met een kleine hoeveelheid ijzervijlsel. De toonhoogte van de ghatam varieert afhankelijk van de grootte. De toonhoogte kan enigszins worden gewijzigd door het aanbrengen van plasticineklei of water. Het is een fragiel en zwaar instrument dat bij de geringste schok kan breken.
Hoewel de ghatam dezelfde vorm heeft als een gewone Indiase kleipot, is hij speciaal gemaakt om als instrument te worden bespeeld. De toonhoogte van de pot moet goed zijn en de wanden moeten een gelijkmatige dikte hebben om een gelijkmatige toon en mooi geluid te produceren. Een pot die eerder gebruikt werd om mee te koken is geïmpregneerd met water en zal veel minder resonerend zijn. Een ghatam moet zelfs ingeolied worden om invloed van vocht te vermijden.
Manamadurai, een plaats nabij Madurai in Tamil Nadu, staat bekend voor de productie van ghatams. Hoewel dit instrument ook in andere plaatsen, zoals Chennai en Bangalore, wordt vervaardigd, wordt aan ghatams uit Manamadurai een speciale klankkwaliteit toegeschreven. Dit zou mogelijk te danken zijn aan speciale kwaliteit van de modder daar. Ghatams uit Manamadurai zijn zware, dikke potten waarin kleine schilfers messing in de klei zijn gemengd. Dit type ghatam is moeilijker te bespelen, maar produceert een scherp metaalachtig geluid waar sommige spelers de voorkeur aan geven.

## Bespeling
Het instrument wordt op de benen van de zittende percussionist geplaatst, of op een ring van plantenvezels, of op de schouder gedragen. Verschillende geluiden worden geproduceerd door op het buitenoppervlak van het instrument te slaan met de vlakke kant of de rand van de handen, de pols of de toppen van de vingers, vingerkootjes of vingernagels. De muzikant gebruikt ook zijn buik om de opening van de ghatam te verkleinen of af te sluiten en moduleert zo de lage tonen, tenzij hij dit met de hand doet.
Soms wordt de ghatam omgedraaid zodat de mond naar het publiek wijst en de uitvoerder op de hals van het instrument speelt. De ghatam kan tijdens het spelen naar meerdere verschillende posities worden verplaatst.